# Xử lý môi trường bằng thực vật
Xử lý môi trường bằng thực vật là phương pháp sử dụng thực vật để xử lý các loại hình ô nhiễm đất, nước, không khí bằng các loài thực vật có khả năng khả năng hấp thụ, tích lũy hay phân giải chất ô nhiễm. Các loài thực vật được ứng dụng thường lá các loài thực vật siêu tích lũy (Hyperaccumulator). Đây là phương pháp rẻ tiền và hiện đang được nghiên cứu ứng dụng kết hợp với các phương pháp xử lý vật lý,hóa học, sinh học khác.

## Cơ sở khoa học
Thực vật có thể kích thích sự phân hủy các chất hữu cơ trong vùng quyển rễ thông qua việc giải phóng các chất tiết rỉ rễ, các enzyme và tạo thành cacbon hữu cơ trong đất.

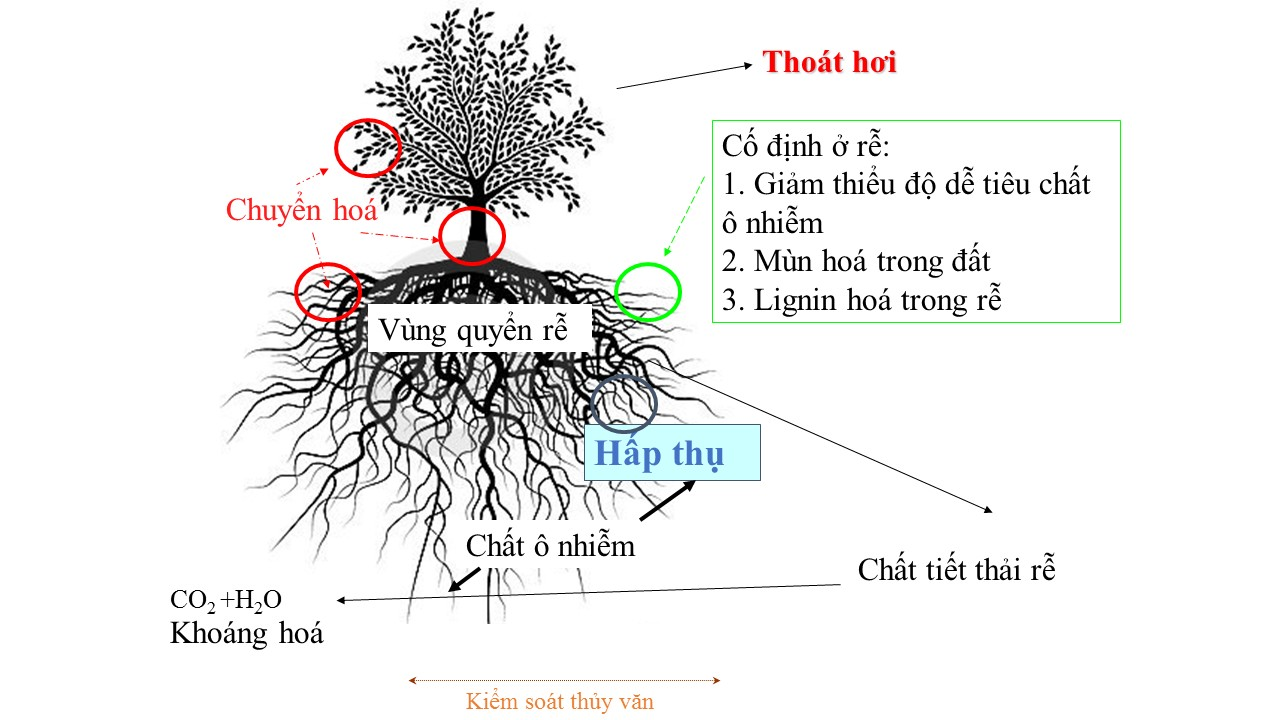
Cơ chế việc xử lý bằng thực vật

Đối với các chất ô nhiễm kim loại, thực vật sử dụng khả năng tinh lọc, nghĩa là hấp thụ, biến đổi các kim loại vào sinh khối khí sinh thực vật ở các bãi thải. (Salt,1995)

### Quá trình hấp thụ
Rễ hấp thụ. Khi các chất ô nhiễm trong dung dịch đất hoặc nước ngầm tiếp xúc với rễ, chúng được rễ hấp thụ và liên kết với cấu trúc rễ và các thành tế bào. Hemiselluoza trong thành tế bào và lớp lipid kép của màng thực vật có thể tạo thành các chất hữu cơ kỵ nước mạnh (Hemixenluloza: là polisacarit cấu tạo yừ các gốc pentozan (C5H8O4)n và hecxozan (C6H10O)n. Hemixenluloza không hòa tan trong nước nhưng hòatan trong kiềm)

### Quá trình phân hủy và chuyển hóa
Bên trong thực vật, tùy từng thực vật mà quá trình xảy ra ở các bộ phậnkhác nhau.Là quá trình thực vật phân hủy các chất ô nhiễm thông qua quá trình trao đổi chất và chuyển hóa bên trong thực vật, hoặc phân hủy các chất ô nhiễm nhỡ các enzyme do rễ thực vật tiết ra khi chúng từ bên ngoài xâm nhập vào bên trong thực vật.
Xung quanh vùng rễ của các cây trồng trên cạn hay trồng dưới nước luôn tồn tại một vùng oxy hóa. Đó là do:
Sự giải phóng oxy do rễ gây oxy hóa Fe2+, đồng thời làm tăng độ axit theo phản ứng:
Fe2+ + O2 + 10H2O → 4Fe(OH)3 + 8H+
Giải phóng ion H+ và CO2 từ rễ qua quá trình hô hấp dẫn đến làm thay đổi pH đất.
Những chất tiết thải của rễ có chứa các enzyme, vitamin, đường và nhiều loại axit hữu cơ phân tử bé rất hấp dẫn cho nhiều loài vi sinh vật. Do đó, vùng quyễn rễ là nơi có mật độ vi sinh vật cao, hoạt tính sinh học lớn hơn các vùng khác và đó cũng là nguyên nhân xảy ra nhiều quá trình chuyển hoá các chất và cũng là nguyên lý cho việc sử dụng thực vật để xử lý ô nhiễm đất, nước.

### Quá trình tích tụ
Xảy ra ở rễ, lá và những cơ quan khí sinh. Khi các chất ô nhiễm được rễ hấp thụ, một số di chuyển vào các tế bào xong rồi bi bài tiết ra ngoài, còn một số còn đọng lại bên trong thực vật.

## Các loài có tiềm năng ứng dụng

### Cỏ hương bài (Cỏ Vetiver)

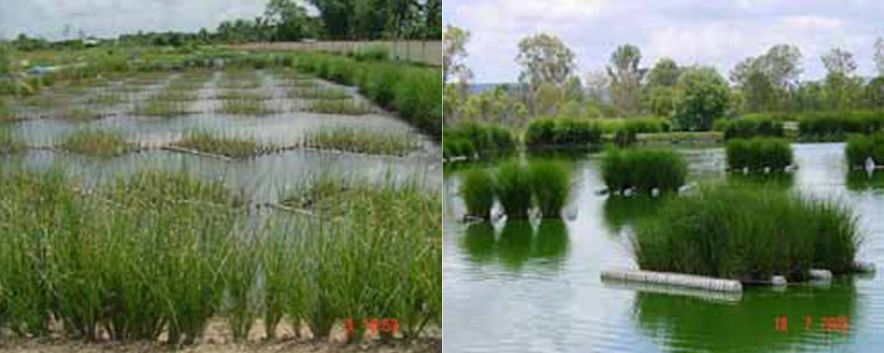
Cỏ Vetiver trồng ở bãi lầy nước thải từ trại nuôi lợn ở Biên Hòa (trái) và ở Trung Quốc (phải)

- Cỏ Vetiver trồng ở bãi lầy nước thải từ trại nuôi lợn ở Biên Hòa (trái) và ở Trung Quốc (phải)Cỏ Vetiver chịu được những biến đổi lớn về khí hậu như hạn hán, ngập úng và khoảng dao động nhiệt độ rất rộng, từ -22oC đến 55oC. Nó có khả năng phục hồi rất nhanh sau khi bị tác hại bởi khô hạn, sương giá,ngập mặn và những điều kiện bất thuận khác, khi thời tiết tốt trở lại và đất được cải tạo.
- Có thể thích nghi được với rất nhiều loại đất có độ pH dao động từ 3,3 đến 12,5 mà không cần đến biện pháp cải tạo đất nào.
- Có khả năng chống chịu rất cao đối với các loại thuốc trừ sâu,thuốc diệt cỏ v.v.
- Có khả năng hấp thụ rất cao các chất hòa tan trong nước như Nitơ (N), Phosphor (P) và các nguyên tố kim loại nặng có trong nước bị ô nhiễm.
- Có khả năng chống chịu rất cao đối với các loại thuốc trừ sâu, thuốc diệt cỏ v.v.
- Có thể mọc tốt trên nhiều loại đất như đất chua, đất kiềm, đất mặn và đất chứa nhiều Na, Mg, Al, Mn hoặc các kim loại nặng như As, Cd, Cr, Ni, Pb, Hg, Se và Zn.[2]

### Cải xoong
Cải xoong hấp thụ kim loại từ trong đất. Trong thân của loại cây này có thể hấp thụ một lượng lớn kẽm, nickel. Khi hấp thụ những kim loại nặng này chúng không chết mà ngược lại lớn rất nhanh

### Cây hoa dại Alyssum Bertolonii
Cây hoa dại Alyssum Bertolonii có tán và hoa màu vàng có thể hút lên và lưu giữ lại được trong thân tới 1% nickel, tức là gấp 200 lần lượng kim loại nặng có thể giết chết hầu hết các loài thực vật khác.

### Cây dương xỉ
Cây dương xỉ mọc rất nhiều trong tự nhiên cũng có có khả năng hấp thụ kim loại nặng: đồng, thạch tín... Trên lá của loài dương xỉ này có tới 0,8% hàm lượng thạch tín, cao hơn hàng trăm lần so với bình thường.Thạch tín được cây dương xỉ lưu trong lớp lông tơ trên thân cây. Cây càng phát triển thì "nhu cầu" thạch tín càng lớn.

### Cây điên điển
Cây điên điển dễ trồng trên bè bằng việc thả thân nằm ngang mọc thành nhiều bụi, rễ phát triển mạnh và thòng xuống sâu. Loài cây này thu hút rất mạnh dư lượng phân bón N, P, K trong nước và ít nhiều giải trừ tác hại của thuốc bảo vệ thực vật, đồng thời thu hút rất nhiều tôm cá đến sinh sống và sinh sản. Đặc biệt bông điên điển có thể dùng làm thức ăn.

### Cây rau muống
Bộ rễ cây rau muống thả trôi trong nước có khả năng phân hủy hữu cơ và hấp thụ các chất dinh dưỡng dư thừa nhằm ngăn cản việc phát triển các loài rong tảo và các mùi hôi. Bộ rễ này cũng tập trung các hạt bùn đen và kim loại nặng rồi làm chúng bất động để chìm xuống đáy trả lại màu trong cho nước. Rau muống cũng bổ sung thêm lượng oxy thiếu hụt ở vùng nước ô nhiễm nhằm đưa sự sống tự nhiên của các loài tôm cá trở lại nơi các dòng kênh.

### Cây bồn bồn
Bồn bồn trên các bãi lọc ngầm để làm sạch nguồn nước ô nhiễm đổ ra từ các nhà máy công nghiệp.Nước bẩn được cho chảy vào ruộng rồi thấm xuống bộ rễ của lớp thực vật trồng trên nền đất cát sỏi. Ở đó các chất bẩn lơ lửng và hòa tan bị giữ lại, nước sạch theo nền đáy chảy ra các ao hồ hay sông rạch. Bộ rễ nhóm thực vật đặc biệt này có khả năng phân hủy nhiều hợp chất hữu cơ độc hại, hấp thụ lượng thừa phân bón và chất dinh dưỡng trôi vào trong nước. Khả năng hấp thụ của bồn bồn có thể lên đến 1,43-2,30g đạm và 0,17-0,29g lân một ngày trên mỗi mét vuông bãi lọc.